# Hieronymus Höltzel
Hieronymus Höltzel (* vor 1499 in Traunstein; † nach 1527) war ein Nürnberger Buchdrucker und Verleger in der Reformationszeit.

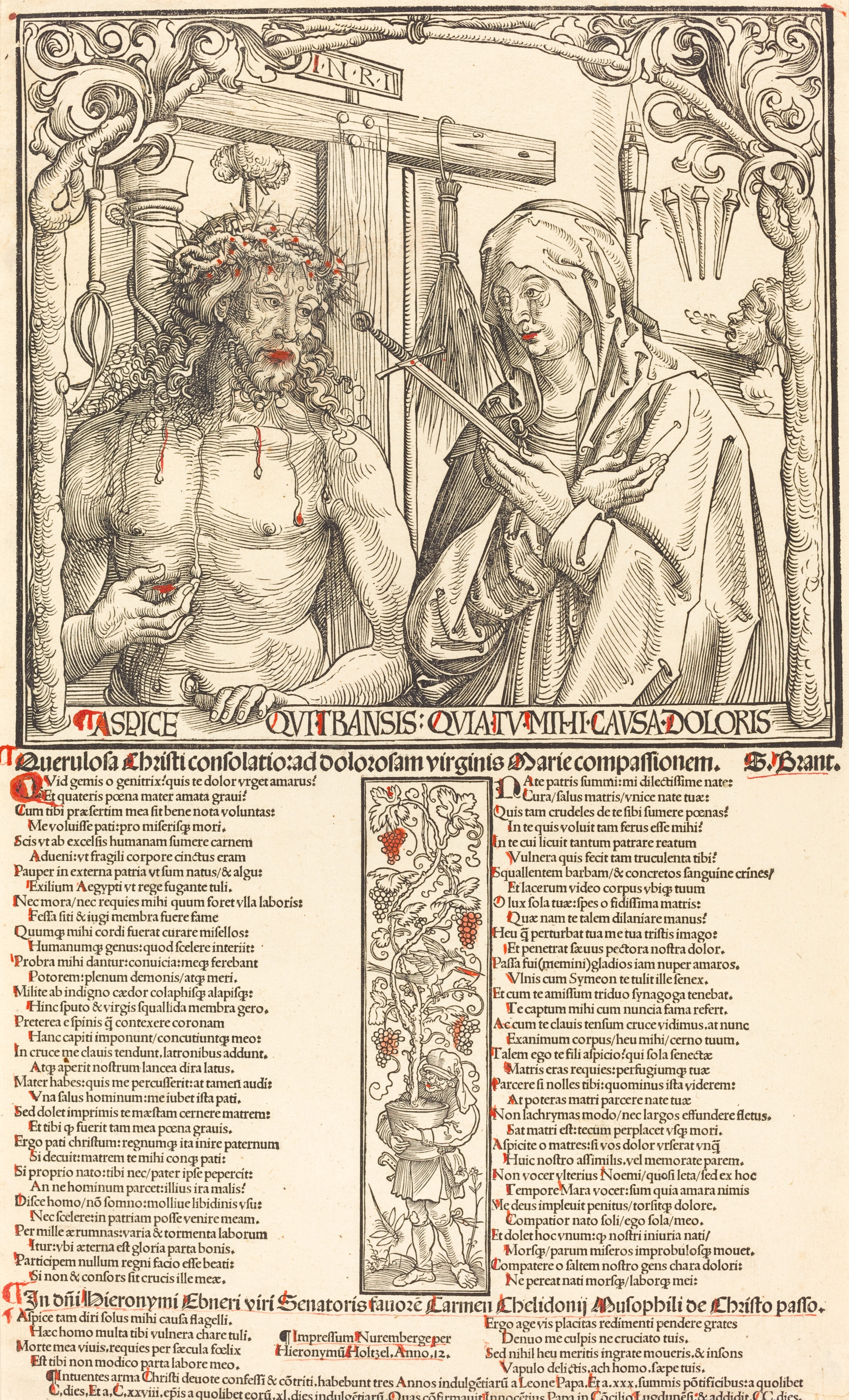
Schmerzensmann und Mater Dolorosa mit Sebastian Brants Querulosa Christi consolatio ad dolorosam virginis Marie compassionem, Druck von Hieronymus Höltzel (1512)

## Leben und Wirken
Höltzel war ein gelernter Buchbinder und in Nürnberg ab dem Spätherbst 1499 als Drucker tätig. Im Oktober 1500 wurde ihm das Nürnberger Bürgerrecht verliehen und beurkundet. Als Drucker wurde er bis 1528 im Ämterbüchlein der Stadt geführt. Vor dem Jahre 1503 heiratet er die Ursula Schmid; das Paar hatte belegbar zwei Töchter. Schon um 1500 sind 10 datierte Drucke von ihm bekannt. Von 1496 bis 1525 sind etliche Drucke prachtvoller Chorbücher in seiner Werkstatt entstanden. In diesen ersten Jahren druckte er aber auch noch Lehrbücher, Grammatiken und Texte, zum Teil in mehreren Ausgaben, für die Lateinschulen Nürnbergs. 
Neben den Ratsausschreiben und anderen offiziellen Drucken hat er die ersten Holzschnittwerke Albrecht Dürers, einige Humanistendrucke und später zahlreiche Reformationsdrucke, auch Schriften von Hans Sachs, hergestellt. Für die Verleger Johann Haselberg, Lukas Alantsee (1400–1523) (Wien), Johann Schönsperger (Augsburg), Johann Rynmann (Augsburg) und Kaspar Rosenthaler arbeitete er im Lohndruck. 
Aber auch zu tschechischen Buchdruckern pflegte er Beziehungen, so etwa zu Mikuláš Bakalář aus Pilsen. So entstanden einige tschechische Werke unter Beihilfe und für den tschechischen Korrektor, Arzt und Apotheker Mikuláš Klaudián. Auch eine erste Landkarte Böhmens für den Apotheker Mikuláš Klaudyán (Nikolaus Klaudian oder Claudianus) erschien 1518 in Nürnberg bei Höltzel. Diese tschechischen Aufträge aber brachten ihn in Konflikt mit dem Nürnberger Rat.
Auch die 95 Thesen von Martin Luther aus Wittenberg erschienen in einem Einblattdruck, Folioblatt in zwei Spalten, des lateinischen Textes noch im Jahre 1517 bei Hieronymus Höltzel in Nürnberg.
Im Jahre 1524 wandte er sich auch den reformatorischen Schriften zu. So entstanden, anonym Schriften von Andreas Bodenstein, genannt Karlstadt, da man ihn jedoch bald als Drucker identifizierte und er darüber hinaus auch noch als Drucker von Thomas Müntzers „Hochverursachte Schutzrede“ (1524) anlastete, wurde er 1525 gefangen genommen und verhört. Aber schon im März 1525 durfte er wieder drucken. 
Im Mai 1525 kamen er und sein Schwiegersohn Hans Aichenauer wegen des Druckes der anonymen Flugschrift An die Versammlung gemeiner Bauernschaft erneut in Bedrängnis. Höltzels Werkstätte und Haus wurden durchsucht und er wurde in der Folge der Stadt verwiesen. Zum Ende des Jahres 1526 bat er die Obrigkeit wieder zurückkehren zu dürfen, was man ihm gewährte, so dass er von 1527 bis 1528 erneut in der Stadt druckte.
Letztlich sollen ihn diverse Schulden zum erneuten Verlassen der Stadt geführt haben. Aber auch Verbindlichkeiten aus dem Verkauf seiner Druckwerke etwa an die Stadt Budweis wurden posthum von seinem zweiten Schwiegersohn, dem Plattner Fritz Endres, am 27. Januar 1532 für ihn geltend gemacht.